# 포터 고스

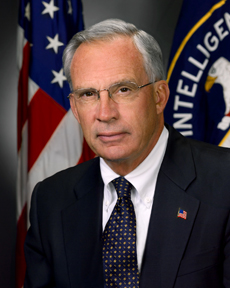

포터 고스(Porter Goss, 본명: 포터 존스턴 고스, Porter Johnston Goss, /ɡɒs/, 1938년 11월 26일 ~ )는 2004년부터 2006년까지 중앙정보국(CIA) 국장을 역임한 미국의 정치인이다. 2004년 정보개혁 및 테러방지법이 통과되면서 첫 중앙정보국장이 됐다. 이 법은 2004년 12월 17일 DCI 직위를 폐지하고 국가정보국장으로 교체했다.
CIA를 인수하기 전에 고스는 1989년부터 2004년까지 플로리다의 14번째 의회 선거구에서 미국 하원의 공화당 (미국) 의원이었다. 1989년부터 1993년까지 13번째 지역구로 번호가 매겨진 그의 선거구에는 포트 마이어스, 네이플스 및 포트 샬럿의 일부가 포함되었다. 그는 1997년부터 2004년까지 하원 정보 상설 위원회 의장을 역임했고, 미국 애국자법(USA PATRIOT Act)의 공동 발의자였으며, 9/11 합동 정보 조사(Joint 9/11 Intelligence Inquiry)의 공동 의장이었다.
고스는 2006년 5월 5일 대통령 집무실에서 조지 W. 부시 대통령과의 연좌 기자 회견에서 CIA 국장직을 사임했다. 5월 8일 부시는 미국 공군 장군 마이클 헤이든을 고스의 후임으로 지명했다.